# Bosque das Oliveiras
O Bosque das Oliveiras é um parque arborizado localizado na cidade de Campos dos Goytacazes no Estado do Rio de Janeiro. O parque fica no bairro da Codin, nos arredores do Aeroporto de Campos dos Goytacazes, e ao ao lado da Torre da Associação Evangélica de Campos - AEC.

## Árvores

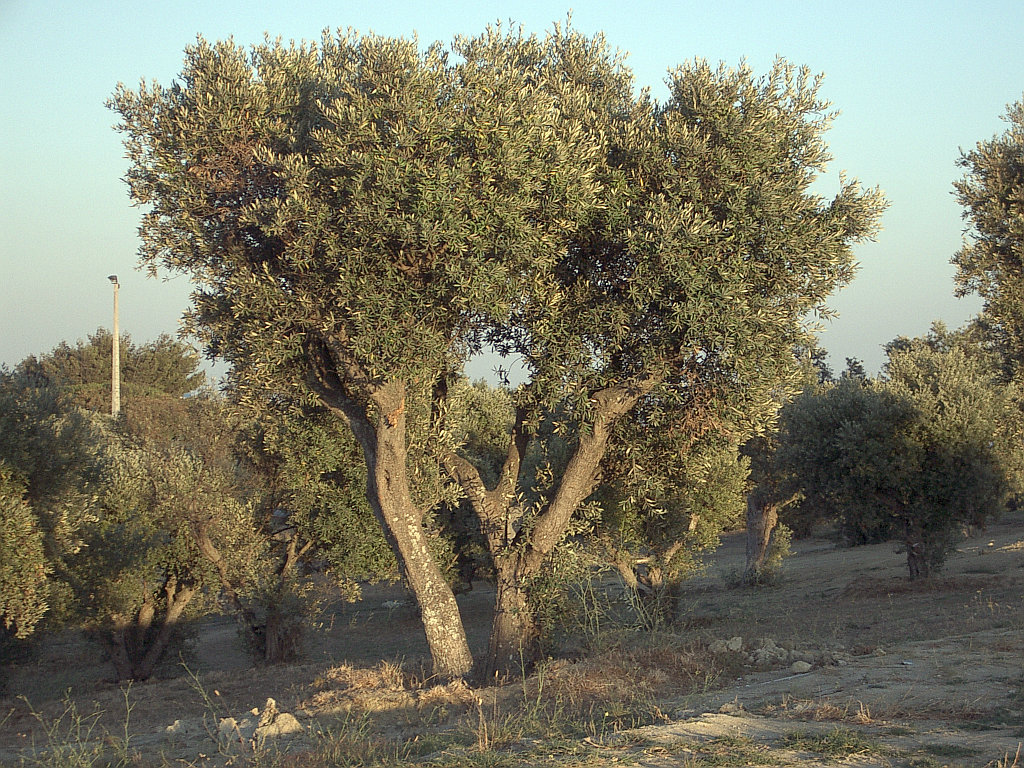
Árvore de oliveira

A Associação Evangélica de Campos, com apoio da Secretaria Municipal de Meio Ambiente plantaram no local mais de 30 mudas de pés de Oliveiras, exemplares estes que podem viver até 200 anos.

## Frequentadores
O Bosque das Oliveiras é frequentado geralmente por cristãos evangélicos que sobem ao monte da Codin para a realização de práticas cristãs como oração, reflexão e louvor. Os dias de sexta-feira costumam reunir maior aglomeração de visitantes, recebendo caravanas de igrejas evangélicas de toda a cidade.

## Monte da Codin
É o local onde se ergue o Bosque das Oliveiras, localizado no bairro da Codin, norte da cidade. Do cume do monte, que fica em uma região de baixada, pode-se avistar a Praia de Gargaú com seu Parque eólico na cidade vizinha de São Francisco de Itabapoana.

### Indústrias
No monte da Codin, além do Bosque, também se localizam diversas empresas a a exemplo da alemã Schulz, além de indústrias de tintas, café, galpões de vidros, etc.